# المجنون (كتاب)
المجنون هو كتاب لجبران خليل جبران، وهو أول كتب جبران الإنجليزية، ضم خمساً وثلاثين حكاية رمزية وقصيدة نثرية.
في المجنون حكايات لاذعة التهكم تجسد مرارة الخيبة والنقمة على الخبث والجهل والتحجر، وقد جعل جبران بطله مجنوناً ليصبح فيه قول المثل السائر: «مجنون يحكي وعاقل يفهم» أو لأن المجنون على حد زعمه هو أول خطوة نحو التجرد، وهو يساعد في عرفه كما في عرف المدرسة السريالية، على إدراك ما وآراء نقاب العقل من أسرار.
يتناول الكتاب موضوعاً واحداً، مشكلة الذات في علاقتها بنفسها وبالآخرين، بالكون وبالله، وهذا الموضوع اجتماعي وميتافيزيقي، والكتاب يمثل السائر على نفسه وعلى تقاليد مجتمعه وقيمه والمتحرر فيها، والكتاب أيضاً مجموعة أمثال ترمز إلى التحرر ونبذ التقاليد، والسمو الروحي والتوق إلى الكمال وذلك بلغة مبسطة تعتمد الدرامية المؤثرة والاستعارات والتشابيه الدقيقة الطريفة.

## وصلات خارجية
- آراء القراء على موقع goodreads حول المجنون